# 銹斑低紋鮨
銹斑低紋鮨（学名：Hypoplectrus maculiferus），為輻鰭魚綱鱸形目鱸亞目鮨科的其中一種，分布於中西大西洋的古巴海域，生活在珊瑚礁區，為底棲性魚類，屬肉食性，生活習性不明。